# Straßenbahn Thessaloniki

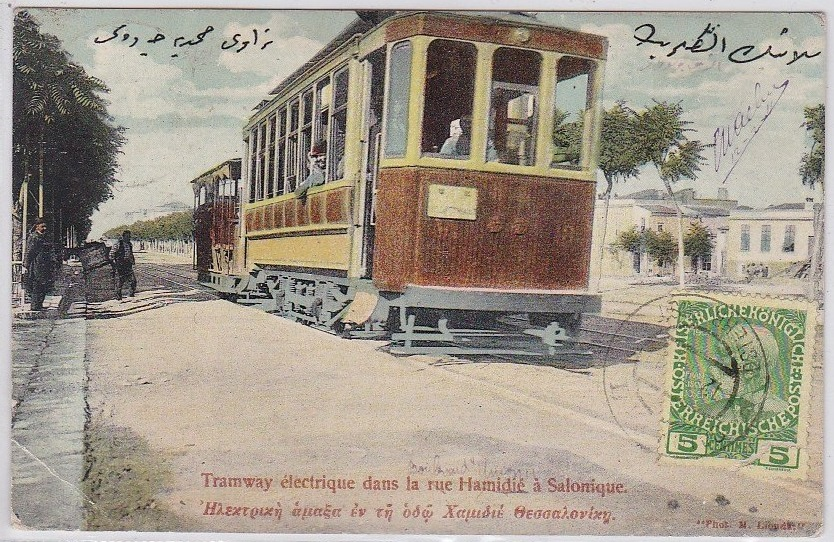
Osmanische Postkarte mit Straßenbahn in Thessaloniki, Hamidie-Straße, später: Ethnikis Amynis

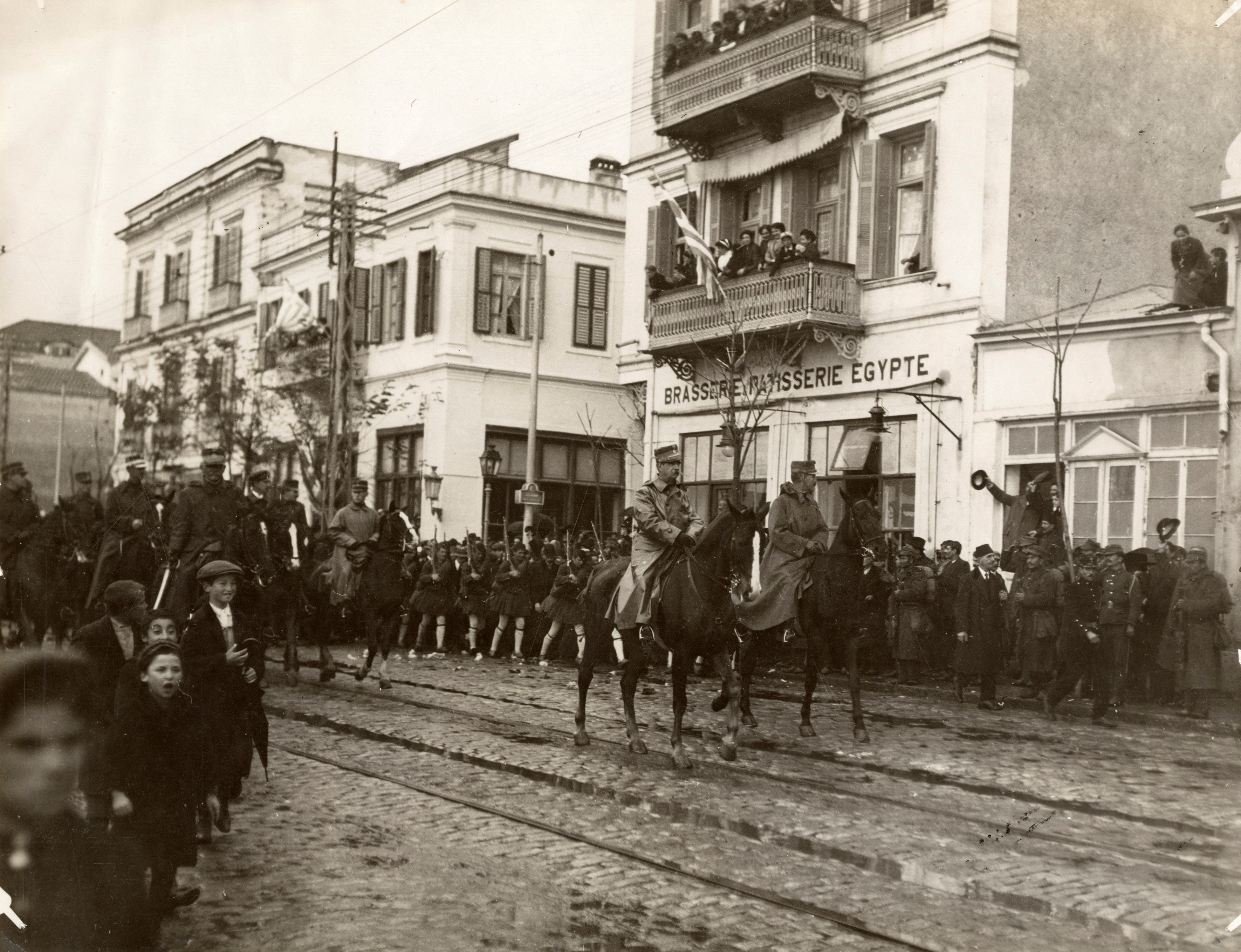
König Georg I. und Prinz Konstantin in der Egnatia-Straße am 27. Oktober 1912, dem Tag nach der Kapitulation der Stadt durch die osmanische Verwaltung – siehe die Straßenbahnschienen auf der Straße

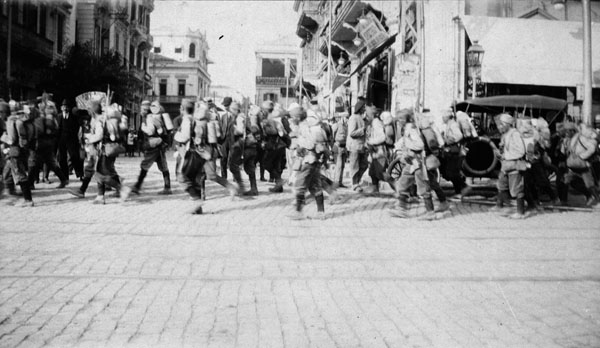
Griechische Soldaten zu Beginn des Ersten Weltkriegs (1916) in Thessaloniki, siehe die Straßenbahnschienen auf der Straße.

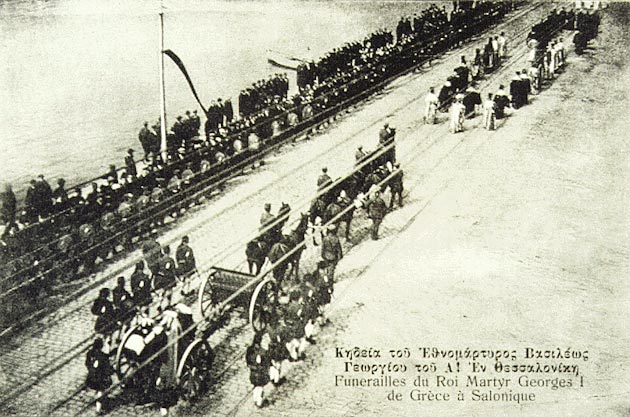
Trauerzug nach der Ermordung von König Georg. Siehe die Straßenbahnschienen auf dem Nikis Boulevard.

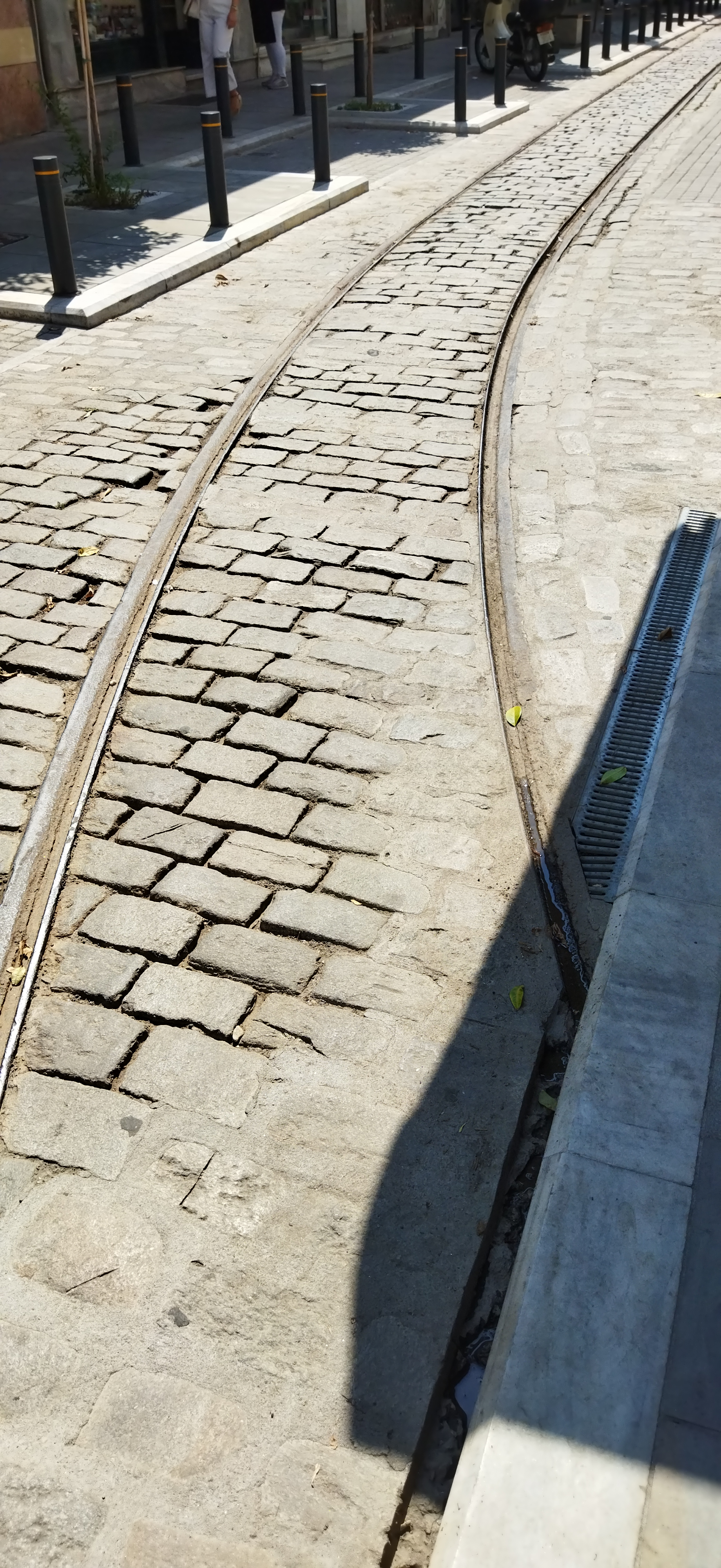
Gleise der früheren Straßenbahn in der Agíou Miná

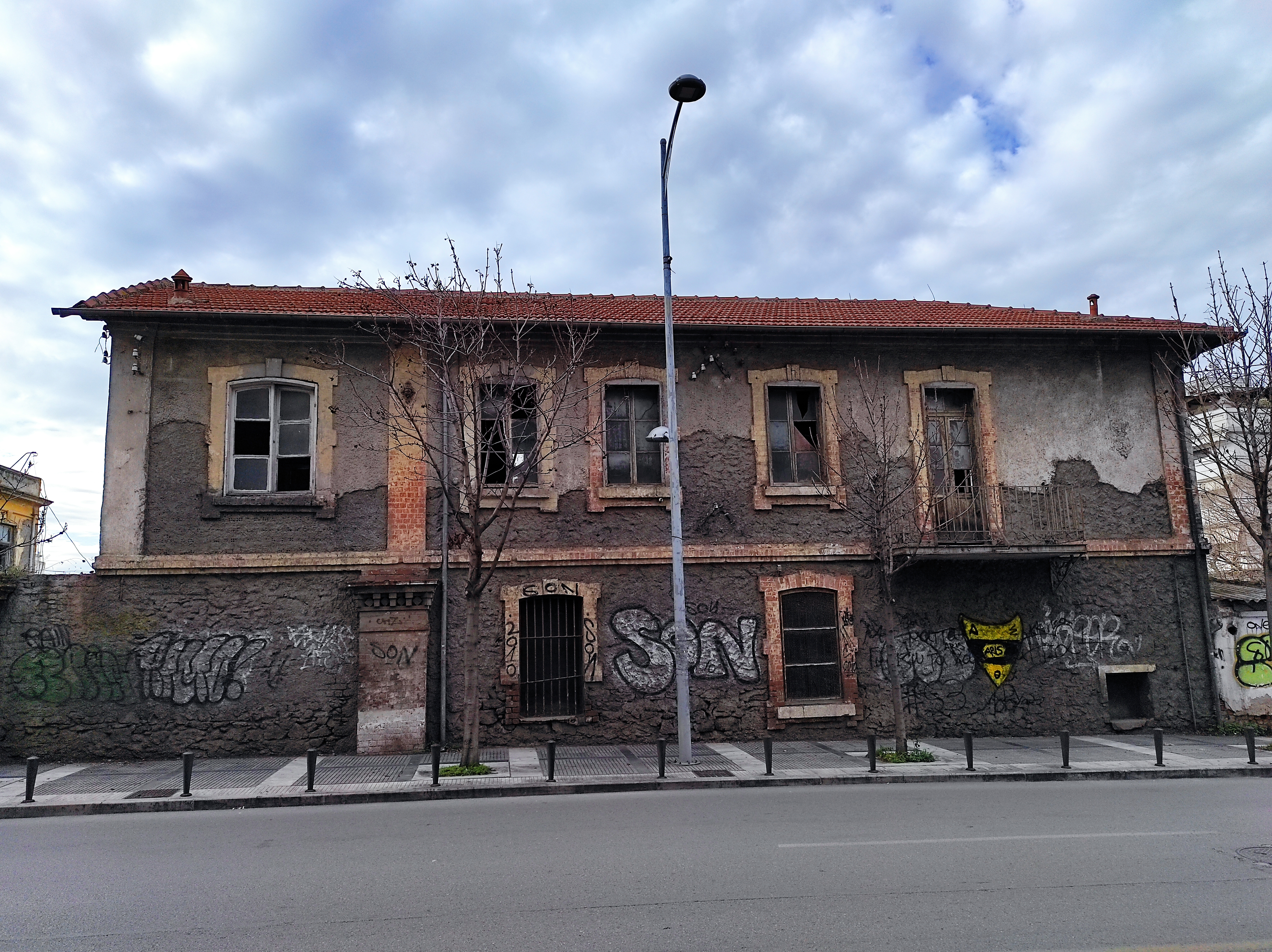
Denkmalgeschütztes Gebäude am früheren Depot (Baujahr ca. 1895), Architekt Pierro Arrigoni

Die Straßenbahn von Thessaloniki war ein öffentliches Verkehrsmittel, das von 1893 bis 1957 in Thessaloniki in Griechenland betrieben wurde.

## Die Pferdestraßenbahn
Die Initiative zum Bau und Betrieb der Pferdebahn ging vom Landbesitzer und späteren Bürgermeister Ahmet Hamdi Bey aus. Die Hauptstrecke war 5,5 Kilometer lang und zwei Verzweigungen rund 4,5 weitere Kilometer. Die Pferdestraßenbahn nahm ihren Betrieb am 8. Mai 1893 auf, die offizielle Eröffnung fand am 28. Mai 1893 statt. 1895 wurde die Strecke bis zum Depot in der Vasilissis-Olgas-Straße 231 verlängert. Hier befanden sich die Pferdeställe, Einrichtungen, Fahrzeuglager und Büros der Pferdestraßenbahn. (Architekt: Pierro Arrigoni)
Die Hauptlinien der Pferdestraßenbahn waren die Strecken
- 1 Lagerhaus – Weißer Turm – Uferboulevard Leoforos Nikis – Zoll (Eleftherias-Platz)
- 2 Bahnhof der Ostbahn und Hafenviertel Behtsinari – Egnatia Straße – Weißer Turm – Lagerhaus
- Es gab eine Verbindung von der Egnatia Straße zum Uferboulevard Leoforos Nikis, die an der Straße des 26. Oktober endete.

## Die elektrische Straßenbahn
Am 14. April 1908 nahmen elektrische Straßenbahnen mit je zwei Motoren des belgischen Herstellers SA Ateliers de Constructions Electriques de Charleroi (abgekürzt: ACEC) mit einer Kapazität von je 35 Fahrgästen den Betrieb auf, im Einzelnen:
- 30 amerikanische Westinghouse-Fahrzeuge
- 25 belgische Fahrzeuge der Ateliers métallurgiques

Am 16. April 1912 verpflichtete die osmanische Regierung die Stadtbeleuchtungsgesellschaft und die Straßenbahngesellschaft, sich zur Compagnie de Tramways et d’Èclairage Électrique de Salonique (E.T.H.Th.) zu vereinigen. Das Unternehmen hatte belgisches Kapital und seinen Hauptsitz in Brüssel. Die Straßenbahner hatten zu der Zeit bereits begonnen, gewerkschaftliche Aktivitäten zu entwickeln. Ihre Aktivitäten wurden ein Vorbild für die Beschäftigten anderer Branchen, da sie sehr durchsetzungsfähig waren.
Das Liniennetz der elektrischen Straßenbahn ging nicht über das der Pferdestraßenbahn hinaus. Die Hauptlinien blieben für mehrere Jahre die folgenden:
- α) Depot – Vasilíssis Olgas – Weißer Turm – Strand – Freiheitsplatz (Plateía Eleftherías)
- β) Depot – Vasilíssis Olgas – Ethnikis Amynis – Egnatía – Vardári, mit Verzweigung zum Alten Bahnhof und dem Hafenviertel Behtsinari

Um 1930 bestanden folgende Linien:
- Depot – Androutsou – Venizelou – Tsimiski
- Hirsch Hospital – Bahnhof
- Hirsch Hospital – Garten der Fürsten (Kipos ton Prinkipon)
- 25. März – Siedlung Charilaou
- Weißer Turm – Sidriváni (Brunnen)[5]

Die gepflasterten Straßen, auf denen die Straßenbahn fuhr, waren: Agios Minas, Dimokratias (später Vasilissis Olgas), Ethnikis Amynis, Egnatia, Venizelou, Tsimiski, 25. März, Nikis.

## Verstaatlichung und Reduzierung der Strecken
Nach 1912 beauftragte der griechische Staat die E.T.H.Th. noch zweimal (1919 und 1924) mit der Erbringung von Verkehrsleistungen. Die Zahl der mit einem Anhänger verkehrenden Triebwagen stieg auf 50.
1924 übernahm das Unternehmen den Betrieb der neuen Linie Depot – 25. März – Charilaou.
Das Unternehmen wurde außerdem verpflichtet, eine neue Linie von 2,5 Kilometer Länge von der Haltestelle Sidriváni (Brunnen) zum Hirsch-Hospital zu bauen, das 1927 in Betrieb ging. Im selben Jahr wurde die Strandlinie eingestellt und die Straßenbahn in die Odos Ioanni Tsimiski (Οδός Ιωάννη Τσιμισκή Ioannis-Tsimiskis-Straße) (6. März 1927, Eröffnung der Tsimiski-Linie) verlegt, wo sie bis zur Venizelou-Straße verkehrte.
Unter Ioannis Metaxas wurde das Unternehmen am 27. September 1940 verstaatlicht. 102 Straßenbahnfahrzeuge (das sind 51 Züge) wurden dem Staat übereignet. Der Staatliche Betrieb der Thessaloniki-Straßenbahnen (K.E.T.Th.) (griechisch: Κρατική Εκμετάλλευση Τροχιοδρομικών Θεσσαλονίκης (Κ.Ε.Τ.Θ.)) wurde gegründet, während der Beleuchtungssektor der staatlichen Stromgesellschaft Dimosia Epichirisi Ilektrismou (DEI) (griechisch: Δημόσια Επιχείρηση Ηλεκτρισμού (ΔΕΗ), deutsch: Öffentliches Energie Unternehmen) einverleibt wurde.
Am 8. Mai 1954 wurde durch das Ministerium unter Leitung von Konstantinos Karamanlis der Rückbau der ersten Straßenbahnlinie in Thessaloniki verfügt. Anschließend wurde der Öffentliche Personennahverkehr auf der Olga-Georgiou-Achse vollständig auf Nicht-Schienen-Fahrzeuge umgestellt.

## Einstellung durch den Premierminister Karamanlis
1957 wurde die gesamte Straßenbahn Thessaloniki durch Dekret von Konstantinos Karamanlis, inzwischen Premierminister, eingestellt und zurückgebaut. Am 21. Juli 1957 wurden die letzten Fahrten auf den Linien Depot – Charilaou – Stratou – Egnatia – Vardari Platz und 25. März – Charilaou durchgeführt. Zugleich wurde das Monopol der OASTH - Stadtverkehrsorganisation Thessaloniki, die den Nahverkehr bis heute ausschließlich mit Bussen durchführt, von der Regierung von Konstantinos Karamanlis genehmigt.

## Ausblick
Dem weltweiten Trend der Renaissance der Straßenbahn folgend, gab es auch in Thessaloniki Vorschläge, wieder ein Straßenbahn-Netz aufzubauen. Am 12. Juni 2014 wurde gemeldet, dass sich die Stadtregierung um Mittel für den Aufbau eines 24 Kilometer langen Straßenbahnnetzes mit 43 Haltestellen bewerben möchte. Im Verkehrsentwicklungsplan von Thessaloniki 2019 ist allerdings keine Straßenbahn enthalten. Dafür wurde im November 2024 nach sehr langer Bauzeit die erste Linie der Metro Thessaloniki in Betrieb genommen. 